# 普門院 (関市)
普門院（ふもんいん）は岐阜県関市鋳物師屋にある釈迦牟尼仏を本尊とする曹洞宗の寺院で、山号は青楊山。中濃八十八ヶ所霊場79番札所である。
頽廃していた青柳寺を関村の広瀬長助（関市富本町、三河屋の祖）が喜捨して復興し、龍泰寺20世鰲山見雪を開山に迎えて青柳山普門院としたのが始まりである。復興された年は寛文元年（1661年）、寛文9年（1669年）や元禄3年（1690年）等諸説ある。
境内の地蔵堂に祀られる地蔵大菩薩は虫封じに験を顕すとして信仰されている。